# Paweł Siezieniewski
 (septembre 2022).
Paweł Siezieniewski est un joueur polonais de volley-ball né le 27 décembre 1981 à Olsztyn (VM). Il joue réceptionneur-attaquant.

## Palmarès

### Clubs
Championnat de Pologne:
- 2007
- 2008

Championnat de Pologne D2:
- 2014